# 泉晴紀
泉 晴紀（いずみ はるき、1955年2月11日 - ）は、日本の漫画家。石川県金沢市出身。和泉晴紀名義でも活動。本名は泉靖紀、ペンネームはアルバイトの現場で間違えて「晴紀」と呼ばれたことから。一時期頭髪を赤く染めていたことから、「レッドマン」とも。最初の妻は泉と離婚した後に漫画を描き始め、『モーニング』のちばてつや賞を受賞して漫画家デビューした。2番目の妻は同じく漫画家の山崎紗也夏。
美学校で赤瀬川原平の「絵・文字工房」を卒業後、1981年、美学校の同期生、久住昌之とコンビを組み、泉昌之として『ガロ』誌に漫画を持ち込み、漫画家デビューする。初の週刊連載としては『ダンドリ君』がある。
それと並行して、「泉晴紀」「和泉晴紀」単独の漫画やエッセイ、挿絵やポスター等のデザインの仕事でも活躍している。

## 作品リスト

### 単著
- 美しき人々 泉晴紀顔面画報（白泉社 1984年8月）
- 真剣なサル（白泉社 1987年7月）
- 便所はどこだッ!! 一秒を争う書（ロングセラーズ 1988年3月）
- 東京ズカン（秋田書店 1991年1月）
- キュービック城の秘密（ソフトバンクパブリッシング 1999年5月）
- インテリやくざ 文さん（鉄人社 2014年8月（和泉晴紀 名義）のち単行本未収録もまとめて鉄人社文庫）
- インテリやくざ 文さん2（鉄人社 2015年11月（和泉晴紀 名義）のち鉄人社文庫）

### 共著（泉昌之名義）
泉昌之を参照

### 共著（その他）
- 大江戸疑惑人走る! （かとう祐介 作 泉晴紀 画）（白泉社 1986年2月）ゲームブック
- オトナの漫画（原作／ダークマスター 漫画／泉晴紀）（ エンターブレイン 2002年3月）
- 実録!裏社会に生きる男たち「儲けの手口」漫画／泉晴紀　原作／鈴木智彦 （ミリオン出版 2007年2月）
- 人間コク宝 まんが道 (吉田豪 著）泉晴紀インタビュー（コアマガジン 2012年10月）
- ワルキューレ（原作／土屋ガロン 漫画／泉晴紀）（ビームコミックス 2015年3月）
- グルメ漫画家の隠れ家酒場 土山しげる×和泉晴紀 同郷ほろ酔い対談（日本文芸社 2015年11月）
- 辺境酒場ぶらり飲み (藤木TDC・和泉晴紀共著）（リイド社、LEED Cafe comics 2017年9月）
- まんがアナタの知らない都市伝説DX「お父さん」漫画／泉晴紀（コアマガジン 2020年10月）
- くずりのジャム 山上たつひこ　和泉晴紀 (著) （フリースタイル 2023.2）

### 他
- コアマガジンとミリオン出版などのコンビニコミックの作画担当。
- 新説　ストリートファイター列伝（月刊ゲーメスト9月号増刊『ストリートファイターIIダッシュ』 新声社 1992年9月）エドモンド本田、ザンギエフのイラスト。